# Lanying Shuiku
Lanying Shuiku är en reservoar i Kina. Den ligger i provinsen Henan, i den centrala delen av landet, omkring 220 kilometer sydväst om provinshuvudstaden Zhengzhou. Lanying Shuiku ligger 140 meter över havet. Arean är 1,1 kvadratkilometer. Runt Lanying Shuiku är det i huvudsak tätbebyggt. Den sträcker sig 2,5 kilometer i nord-sydlig riktning, och 0,9 kilometer i öst-västlig riktning.
Genomsnittlig årsnederbörd är 906 millimeter. Den regnigaste månaden är augusti, med i genomsnitt 164 mm nederbörd, och den torraste är december, med 9 mm nederbörd.